# Iglesia de San Francisco de Paula (Uquía)

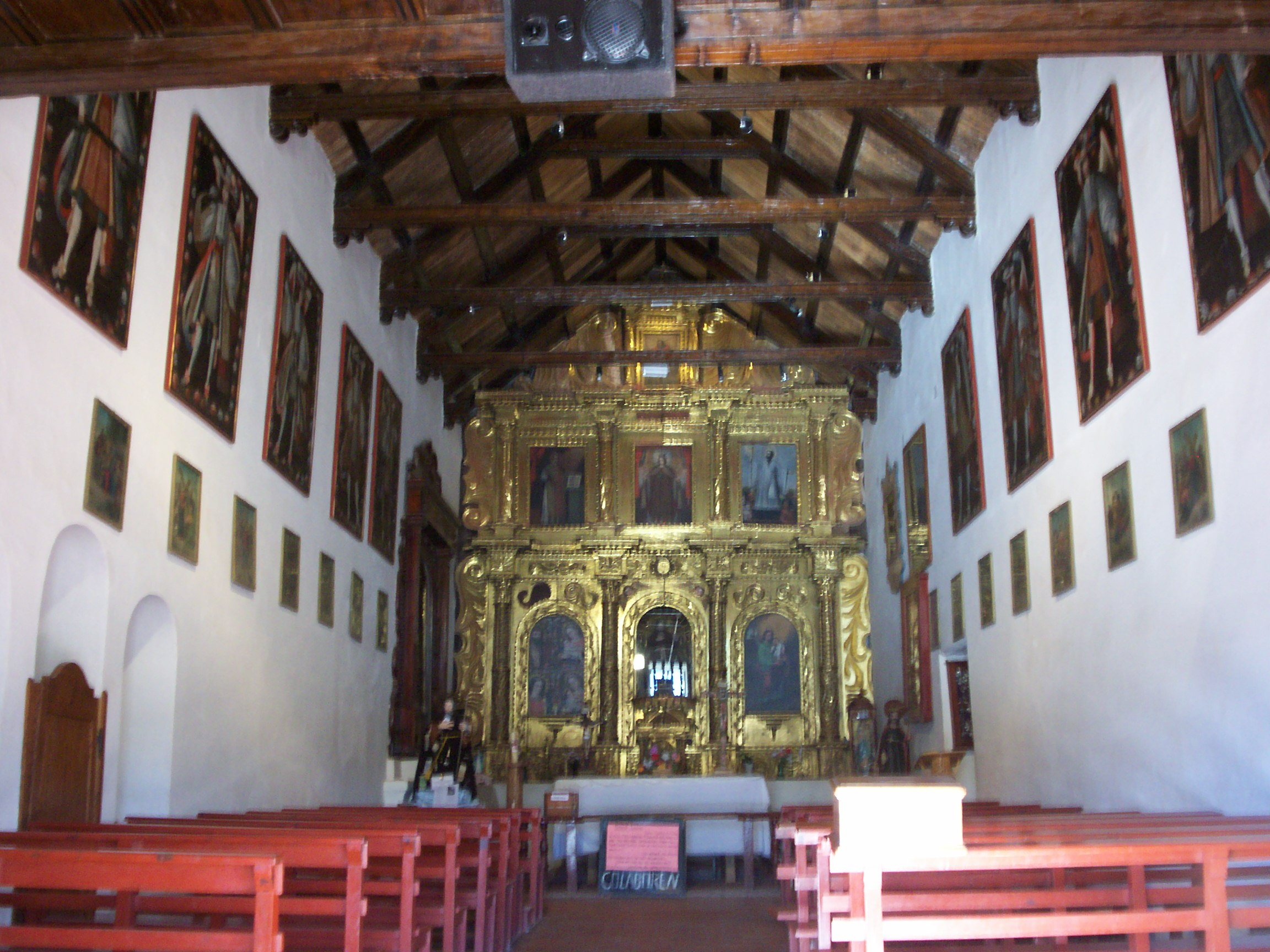
Altar de los Ángeles Arcabuceros

La iglesia de San Francisco de Paula se encuentra en Uquía, a 120 km de San Salvador de Jujuy en Argentina. Data de la segunda mitad del siglo XVII, casi un siglo más tarde que su vecina en  San Antonio de Humahuaca. El  retablo mayor de la capilla, habría sido donado en 1699 por el Teniente de Gobernador de Jujuy Lázaro Murueta, protector del pueblo de los Uquías. El templo se conforma a partir de una nave única orientada hacia el este, con un atrio cerrado, una torre exenta y una sacristía adosada sobre el muro norte. 
Su exterior se inscribe en un austero  estilo colonial español , previo al barroco andino, usando materiales y  técnicas constructivas locales,  estructura portante de muros de adobe de un metro de espesor y  cubierta a dos aguas con estructura de par y nudillo, cielorraso de madera de cardón y terminación con torta de barro. Destaca una viga testera de madera en todo su perímetro. Si bien la estructura original de la capilla se mantiene hasta nuestros días, registros documentales indican diversas intervenciones: en tiempos cercanos a su declaratoria como Monumento Histórico Nacional (1941), el remate de la torre pasó de cúpula de adobe a pirámide de hormigón armado. 
Su interior contrasta con la simpleza exterior, sobre todo en lo referido a su Patrimonio Artístico perteneciente al barroco cuzqueño, en el que destacan 9  originales de  Arcángeles Arcabuceros y otras pinturas que se describen en este artículo. La serie completa de los Arcángeles Arcabuceros era de 12 pinturas, aunque ya en 1702 aparecían inventariadas 9.  El retablo dorado a la hoja, con tres calles y tres cuerpos, es también único en la Región.  
Diferentes celebraciones y devociones, como la del Santo Patrono que se realiza cada 3 de mayo, expresan el gran valor que esta iglesia representa para la comunidad.

## Antecedentes
Históricamente la población formó parte de la Encomienda de Humahuaca desde finales del siglo XVI hasta la extinción de la misma, que a lo largo de los siglos XVII y XVIII estuvo en manos de la familia Zárate, a excepción de unos pocos años al final de la existencia de la Encomienda. A finales del siglo XVIII la población de Uquia era de alrededor de 50 familias, lo que nos da un total de 236 personas, según el Libro de Matrícula de 1773 , tomando en cuenta la población residente en el mismo Uquía y sin tener en cuenta otros anejos cercanos. La población siempre tuvo Gobernador de Indios o Curaca propio, independiente del de Humahuaca, no así el Protector de Indios que era el mismo y la comunidad sostenía dos Cofradías, eligiéndose anualmente sus mayordomos y priostes, en la fiesta de San Francisco de Paula.

## Monumento Histórico Nacional
La iglesia de Uquía, declarada Monumento Histórico Nacional, el 14 de julio de 1941 fue levantada en honor de la Santa Cruz y bajo la advocación de San Francisco de Paula era una ayuda de parroquia de la de Humahuaca. Fue terminada de construir en el año 1691 por Domingo Vieyra de la Mota, quien fue vicario y juez eclesiástico en 1691 y que ocupó el Beneficio de Humahuaca, Cochinoca y fuera Comisario de la Santa Cruzada. 

### Arquitectura
Arquitectónicamente, fue grande el esfuerzo de conservación, manteniendo la linea original  con la que  fue concebida en 1691. La sacristía fue rehecha en 1856, según el libro de fábrica, debido a su destrucción y al año siguiente se rehízo el techo de la nave de la iglesia y se compusieron las aleras de fuera de la iglesia que estaban deterioradas. Sin embargo en el inventario de finales del siglo XIX y en el realizado en 1912, cuando se habla de la Torre, se dice expresamente “se encuentra con su Sacristía, Iglesia y torres muy deteriorada” y “…tiene además sus pequeñas torres y en una de ellas que está aislada de la Iglesia están colocadas las campanas, que son tres…”, lo que estaría indicando la existencia de dos torres al menos en el recinto de la Iglesia, sin embargo en 1944 ya se habla solo de una torre “en esquina derecha de 4,10 m × 4,1 m con cuatro campanas, dos totalmente rotas y otras dos en uso pero en mal estado”, por lo que si hubo más de una torre estas desaparecieron entre 1912 y 1944. La torre fue rehecha en el año 1864, ya que el 14 de junio en el libro de cuentas aparece una partida de 3$ por 400 adobes que costaron a 6 reales el centenar con los cuales se hicieron de nuevo las dos cornisas de la Torre de Uquía que estaba destruida en circunferencia y esta obra la realiza Dionisio Quispe. El contratista de la obra fue Paulino Corimayo, vecino de Uquía, que cobro 15 pesos, aportando el mismo el peón necesario.
Su entrada principal es resguardada por una curiosa cerradura que data de 1745, en la cual es un extraño mecanismo en donde la llave se coloca en posición invertida a las cerraduras modernas de hoy en día. Solo la llave que abre esta puerta pesa entre 600 y 800 gramos.

### Patrimonio pictórico
En su interior, además de la "Escuadra de los Ángeles" (como fuera inventariada la colección conocida como los "Arcángeles Arcabuceros") , de gran valor cultural , hay más obras pictóricas de relevancia. 
En el notable retablo barroco de 1699, tallado en madera y dorado a la hoja, con tres calles, se conserva una hermosa talla de San Francisco de Paula, de influencia española y cuatro imágenes enmarcadas en un solo cuadro, tal como venían los lienzos desde Cuzco: un Ecce Homo, una Inmaculada y dos originales de la Virgen de la leche. En las calles laterales  del retablo hay además cuatro  óleos atribuidos a Matheo Pisarro, un San Ignacio de Loyola firmado, una Santísima Trinidad, un óleo de la Virgen del Carmen y otro de San Francisco Javier. Estas últimas cuatro obras son de fines del siglo XVII, estilo Barroco andino o hispanoamericano, siendo el autor el pintor de la corte del Marqués de Yavi
La serie de los "Ángeles Arcabuceros" de Uquía , junto con la de los de Casabindo, también en Jujuy y los de Calamarca en  Bolivia, son tres series únicas en el Cono Sur y representativas del Barroco americano temprano que datan del siglo XVII. La representación de los ángeles está representada con vestimentas lujosas, sombreros de plumas y arcabuces, a la usanza de los Tercios de Flandes, militares flamencos de la dinastía de los Austrias , donde el negro y el lujo eran prerrogativa real. Los que formaban parte de las milicias estaban exentos y sus ropas se caracterizaban por la profusión de detalles y vivos colores, ya que "nunca entre la infantería española ha habido premática para vestidos, porque sería quitarle el ánimo y brío que es necesario que tenga la gente de guerra".Además, en Lima, capital del virreinato del Perú, se celebraba hasta 1750 la fiesta de los Arcángeles con los indígenas  vestidos como tales y armas prestadas por el Arsenal real.
Los nombres  de los integrantes de la "Escuadra de Ángeles" , como se denomina originalmente la colección, están identificados en cada una de las 9  pinturas de la serie: Miguel, Rafael y Gabriel los principales de la tradición Bíblica y  Uriel, Osiel, Yeriel, Eliel, Salamiel, Barakiel, otros ángeles nombrados en la conformidad con la tradición judeocristiana. Originalmente eran 12, según el inventario de 1702, por lo habiendo desaparecido tres a lo largo de tres siglos. Recordemos que toda la Quebrada de Humahuaca fue escenario de decenas de batallas en la Guerra de la Independencia, sede de encomiendas de naturales, y tránsito de gobernadores y mariscales de Campo del Ejército Realista del Perú que pueden haberse llevado, a lo largo de los siglos, los tres faltantes. 
Entre 2020 y 2021 se llevó a cabo un trabajo de restauración integral edilicia y artística del Monumento realizado por un equipo de investigadores del Conicet, rehabilitándose en abril del 2021.

## Galería

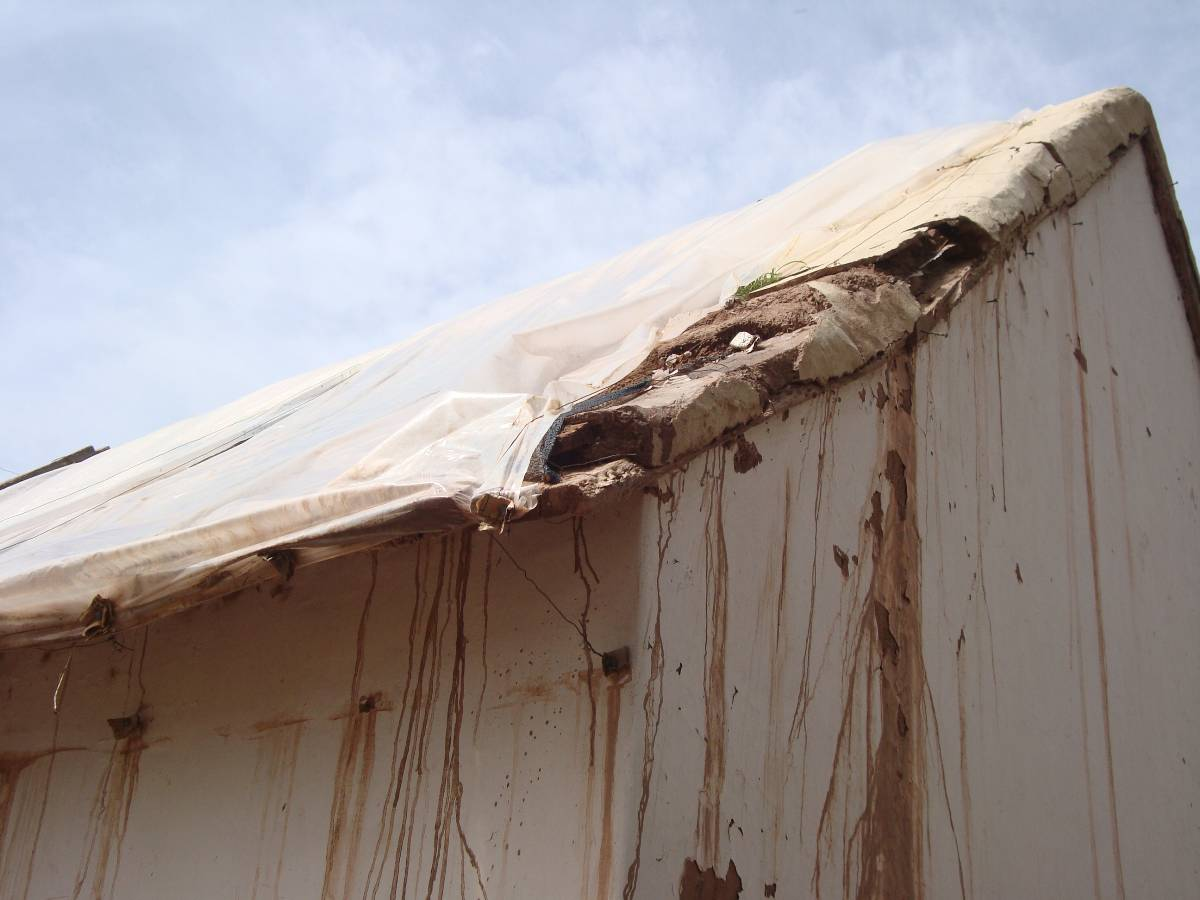
techo
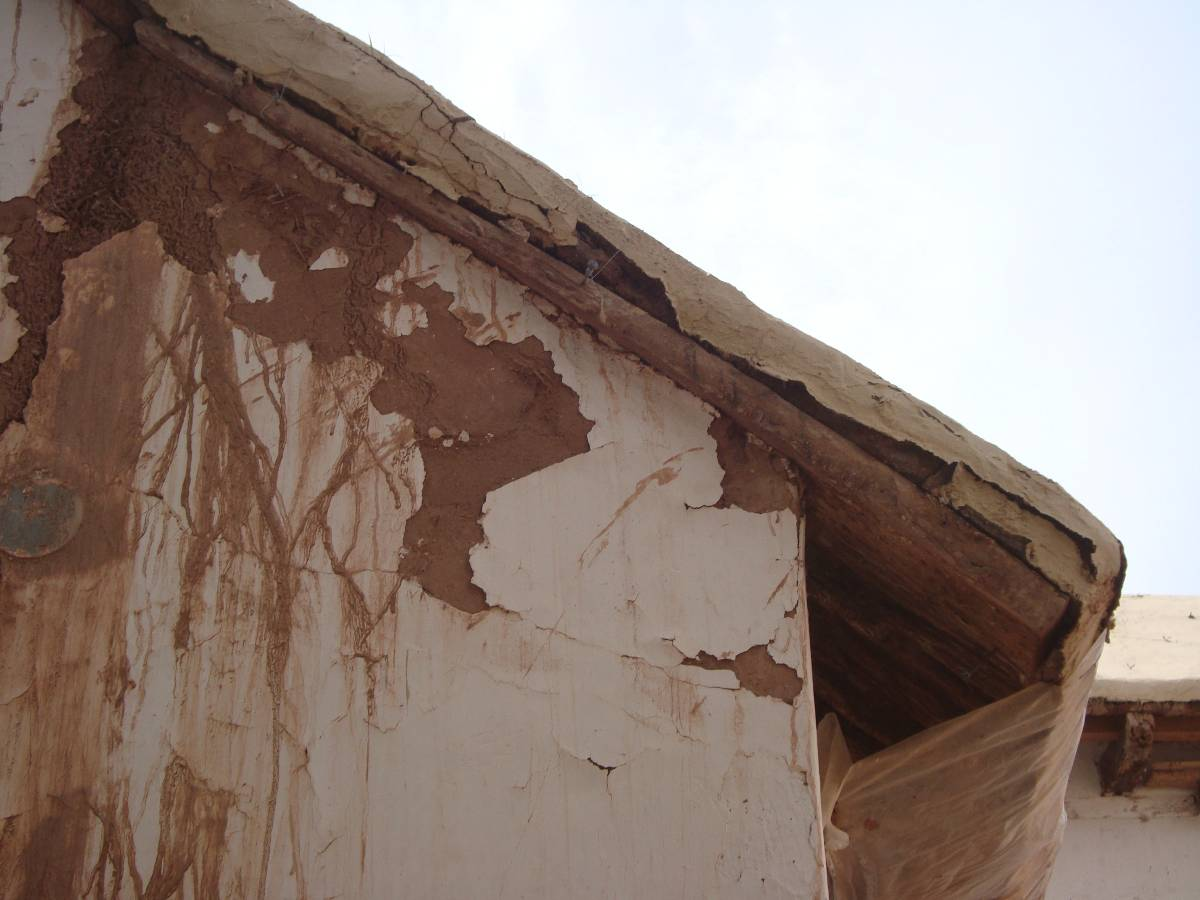
frente
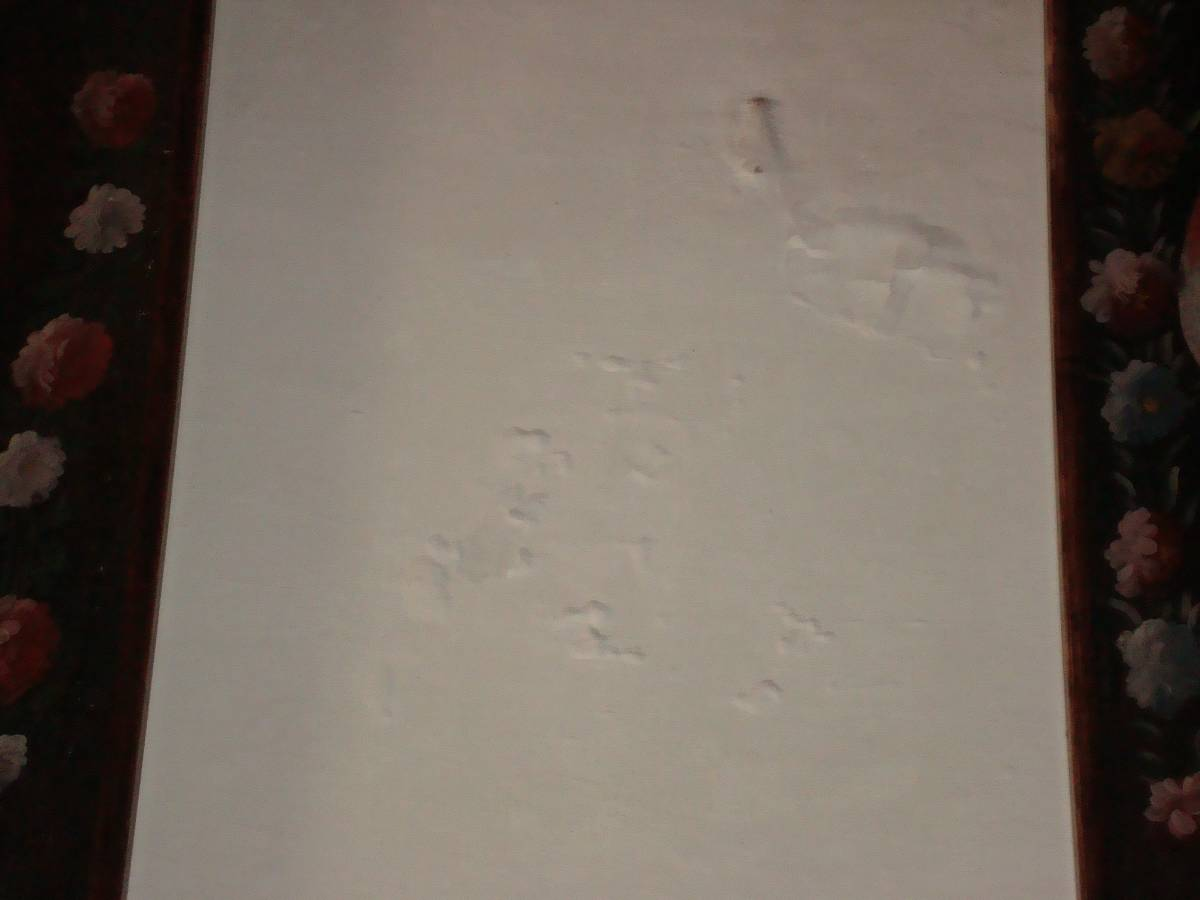
humedad